# Kyōgoku Tatsuko
Kyōgoku Tatsuko (京極竜子 (Kinh-Cực Long-Tử) ? – 22 tháng 10, 1634) là một nhân vật lịch sử Nhật Bản sống từ Thời kỳ chiến quốc đến đầu Thời kỳ Edo. Bà là chị em gái của Kyōgoku Takatsugu. Bà từng là chính thất của Lãnh chúa vùng Wakasa là Takeda Motoaki, sau khi chồng qua đời, bà được tiến cung cho Toyotomi Hideyoshi và trở thành phi tần của ông.Cháu gài bà, Chacha cũng là phi tần của Hideyoshi và mối quan hệ giữa bà và Chacha khá thân thiết. Hideyoshi đã ban tên cho bà là Matsunomaru (松の丸殿 (Tùng Chi Hoàn Điện)).
Sau khi Hideyoshi qua đời, bà xuống tóc đi tu với tên mới là Thọ Phương Viện (寿芳院 Juhō-in). Bà chuyển đến sống ở Thành Ōtsu, đứng đầu bởi anh em trai bà, tọa lạc ở tỉnh Ōmi, và bà đã ở đó khi Cuộc vây hãm Otsu xảy ra.